# Pygmalion (film, 1938)
Pour les articles homonymes, voir Pygmalion.
Pour plus de détails, voir Fiche technique et Distribution.
Pygmalion est un film britannique réalisé par Anthony Asquith et Leslie Howard, sorti en 1938.
C'est l'adaptation du célèbre Pygmalion de George Bernard Shaw.

## Synopsis
Le professeur Henry Higgins, alors qu'il étudie de loin les manières d'une pauvre vendeuse à la sauvette de Piccadilly Circus, parie avec un collègue qu'il peut, en quelque temps et à titre d'expérience, complètement corriger l'allure et le langage de celle-ci, pour en faire une femme de la haute société.

## Fiche technique
- Titre : Pygmalion
- Titre anglais : Bernard Shaw's Pygmalion
- Réalisation : Anthony Asquith et Leslie Howard
- Scénario : George Bernard Shaw, W.P. Lipscomb et Cecil Arthur Lewis, d'après la pièce Pygmalion de George Bernard Shaw
- Dialogues additionnels : Kay Walsh (non créditée)
- Direction artistique : John Bryan
- Décors : Laurence Irving
- Costumes : Ladislaw Czettel, Schiaparelli, Worth
- Photographie : Harry Stradling Sr.
- Son : Alex Fisher
- Musique : Arthur Honegger
- Direction musicale : Louis Levy
- Montage : David Lean
- Production : Gabriel Pascal
- Société de production : Pascal Film Productions
- Société de distribution : General Film Distributors
- Pays d'origine :  Royaume-Uni
- Langue originale : anglais
- Format : Noir et blanc  — 35 mm — 1,37:1 — son mono
- Genre : Comédie dramatique
- Durée : 96 minutes
- Dates de sortie :
  -  Royaume-Uni : 6 octobre 1938 (première mondiale à Londres)
  -  États-Unis : 8 décembre 1938 (première à New York), 3 mars 1939 (sortie nationale)
  -  France : 10 mars 1939

## Distribution
- Leslie Howard : Pr. Henry Higgins
- Wendy Hiller : Eliza Doolittle
- Wilfrid Lawson : Alfred Doolittle
- Marie Lohr : Mme Higgins
- Scott Sunderland : Colonel George Pickering
- Jean Cadell : Mme Pearce
- David Tree : Freddy Eynsford-Hill
- Everley Gregg : Mme Eynsford-Hill
- Leueen MacGrath : Clara Eynsford-Hill
- Esme Percy : Comte Aristid Karpathy
- Violet Vanbrugh : L'Ambassadrice
- Irene Brown : La Duchesse
- Kate Cutler
- O. B. Clarence : M. Birchwood, le vicaire
- Ivor Barnard : Le spectateur sarcastique
- Cecil Trouncer
- Iris Hoey : Ysabel
- Viola Tree : Perfide
- Cathleen Nesbitt : La vieille dame
- Wally Patch
- H.F. Maltby
- George Mozart
- Stephen Murray : Le second policier
- Eileen Beldon
- Frank Atkinson
- Moyna MacGill : Une spectatrice (non créditée)
- Anthony Quayle : Le coiffeur d'Eliza (non crédité)

## Récompenses et distinctions
- Mostra de Venise 1938 :
  - Sélection en compétition officielle
  - Coupe Volpi pour la meilleure interprétation masculine pour Leslie Howard

- National Board of Review 1938 :
  - Meilleure actrice - Wendy Hiller

- New York Film Critics Circle 1939 :
  - Nomination pour meilleure actrice - Wendy Hiller

- 11e cérémonie des Oscars (1939) : 
  - Gagnant de l'Oscar du meilleur scénario adapté pour George Bernard Shaw, Ian Dalrymple, Cecil Arthur Lewis et W.P. Lipscomb
  - Nommé pour l'Oscar du meilleur film
  - Nommé pour l'Oscar du meilleur acteur - Leslie Howard
  - Nommé pour l'Oscar de la meilleure actrice - Wendy Hiller